# Iridologie
L'iridologie est une pseudo-médecine, c'est-à-dire non basée sur des preuves et sans efficacité avérée. Les iridologues prétendent et considèrent qu'à chaque secteur de l'iris correspond un organe. Ainsi selon eux, si un secteur donné présente des anomalies, cela indiquerait que l'organe correspondant est affecté par un dysfonctionnement. À ce jour, les études cliniques n'ont mis en évidence aucune efficacité de l'iridologie, qui échoue notamment au test de la reproductibilité : pour un même patient, les iridologues testés font des diagnostics très différents, voire contradictoires. C'est la raison pour laquelle il faut prendre avec beaucoup de scepticisme la prétention de l'iridologie à fournir des diagnostics pertinents.

## Historique

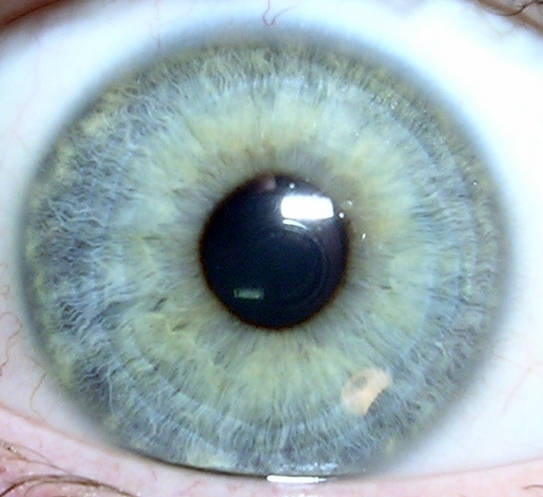
L'iris est la partie jaune-vert entourant la pupille (vue ici en noir). La surface extérieure blanche est appelée la sclère, dont la partie centrale transparente est la cornée.

Au XIXe siècle, un médecin et homéopathe hongrois, le docteur Ignaz von Peczely, né le 26 janvier 1826 à Monyorókerék, structure l'iridologie comme discipline. Peczely publie un premier ouvrage très controversé en 1880 : Découverte dans le domaine de la thérapeutique et du naturisme. Introduction à l'étude du diagnostic par les yeux[réf. nécessaire].

## Recherche scientifique
Les recherches contrôlées de l'iridologie n'ont montré que des résultats entièrement négatifs. Aucun test rigoureux en double aveugle n'a trouvé de résultat statistiquement significatif à ses propositions.
En 1979 dans une étude publiée dans le Journal of the American Medical Association, trois iridologues ont identifié à tort une maladie rénale à partir de photographies de l'iris et, par ailleurs, se sont trouvés souvent en désaccord entre eux. Les chercheurs ont conclu : « L'iridologie n'est ni sélective ni spécifique, et la probabilité de détection correcte n'était statistiquement pas meilleure que par chance. »
En 1981 un professeur australien d'optométrie compara clinique conventionnelle et iridologie chez quinze sujets : il conclut en écrivant « si le diagnostic par l'examen de l'iris peut apporter quelque chose sur le plan philosophique et dans la pratique de la naturopathie, il ne semble pas avoir une validité dans le contexte de la médecine conventionnelle. »
Une autre étude a été publiée dans le British Medical Journal en 1988 : Paul Knipschild, médecin et chercheur de l'université du Limbourg à Maastricht, a sélectionné 39 patients qui devaient avoir leur vésicule biliaire enlevée le lendemain, en raison de soupçons de présence de calculs biliaires. Il a également sélectionné un groupe de personnes n'ayant pas de problèmes de vésicule biliaire pour agir comme groupe de contrôle. Un groupe de 5 iridologues a ensuite examiné une série de diapositives des iris des deux groupes. Les iridologues n'ont pas été en mesure d'identifier correctement les patients ayant des problèmes de vésicule biliaire de ceux n'en ayant pas. Par exemple, l'un des iridologues a diagnostiqué 49 % des patients avec calcul biliaire et qui en avaient effectivement et 51 % parmi ceux n'en ayant pas. Ce qui est la même proportion que l'on aurait obtenu par un tirage au hasard. Le Dr Knipschild a conclu : « Cette étude a montré que iridologie n'est pas un bon outil de diagnostic. » Les iridologues se sont défendus en attaquant la méthodologie de l'étude.
Edzard Ernst a écrit en 2000 : « Est-ce qu'iridologie fonctionne ? […] Cette stratégie de recherche a abouti à 77 publications sur le thème de l'iridologie. […] Toutes les études non contrôlées et plusieurs des expériences non masquées ont suggéré que l'iridologie puisse être un outil de diagnostic valable. La discussion qui suit fait référence à quatre évaluations contrôlées et masquées de la validité du diagnostic par l'iridologie. […] En conclusion, peu d'études contrôlées avec évaluation masquée sur la validité du diagnostic ont été publiées. Aucune n'a trouvé un bénéfice quelconque de l'iridologie. »
Une étude publiée en 2005 a testé si l'iridologie pourrait être utile dans le diagnostic de formes communes de cancer. Un praticien expérimenté a examiné les yeux de 68 personnes ayant un diagnostic prouvé de cancer du sein, de l'ovaire, de l'utérus, de la prostate, ou du colon, et 42 pour lesquels il n'y avait pas de preuve médicale de cancer. Il a été demandé au praticien, qui n'était pas au courant de leur sexe ou de leur état médical, de proposer un maximum de cinq diagnostics pour chaque personne, et ses résultats ont ensuite été comparés à chaque diagnostic médical connu. L'iridologue a correctement diagnostiqué le cancer dans seulement 3 des 68 cas.

## Critiques
La majorité des médecins rejette toutes les propositions de toutes les branches de l'iridologie et la considère comme une pseudo-science, voire un simple charlatanisme. Les iridologues sont rarement des médecins. L'iridologie est seulement étudiée dans des institutions privées, elle n'est pas enseignée dans les écoles de médecine.
En France, l'iridologue n'est pas reconnu comme un professionnel de santé mais comme un professionnel du développement personnel. En conséquence, ce métier n'est pas réglementé et son exercice est possible « sans diplôme particulier » selon la fiche Rome K1103 de Pôle Emploi.
Les critiques, y compris la plupart des praticiens de la médecine, rejettent l'iridologie car les études publiées n'ont trouvé aucune preuve de ses assertions. Les données cliniques ne supportent pas la corrélation entre une maladie présente dans le corps et des changements observables dans l'iris. Dans des expériences contrôlées, des praticiens de l'iridologie n'ont pas statistiquement mieux fait pour déterminer la présence d'une maladie ou d'une condition par l'observation de l'iris que par pure chance.
Il a été souligné que la prémisse de l'iridologie est en contradiction avec l'idée que l'iris ne subit pas de changements durant la vie d'un individu. L'iris est une texture caractéristique phénotypique qui se développe durant la gestation et reste inchangée après la naissance. Il n'y a aucune preuve de changements dans la structure de l'iris autre que les variations de pigmentation dans la première année de vie, et d'éventuelles taches et variations causées par le traitement du glaucome. Cette stabilité de structure de l'iris est d'ailleurs à la base de la reconnaissance de l'iris à des fins d'identification,.

## Pratique pseudo-thérapeutique sectaire
En 2018, l'iridologie est classée par la Miviludes parmi les pratiques pseudo-thérapeutiques sectaires.